# Буженін
Буженін (пол. Burzenin) — село в Польщі, у гміні Буженін Серадзького повіту Лодзинського воєводства.
Населення — 985 осіб (2011).
У 1975-1998 роках село належало до Серадзького воєводства.

## Демографія
Демографічна структура станом на 31 березня 2011 року:
|          | Загалом | Допрацездатний вік | Працездатний вік | Постпрацездатний вік |
| -------- | ------- | ------------------ | ---------------- | -------------------- |
| Чоловіки | 486     | 110                | 336              | 40                   |
| Жінки    | 499     | 80                 | 289              | 130                  |
| Разом    | 985     | 190                | 625              | 170                  |